# Niels Munck
Niels Munck (født 31. december 1902 i Sankt Petersborg, død 26. juni 1978) var en dansk civilingeniør og administrerende direktør for Burmeister & Wain mellem 1952 og 1965.
Han var søn af maskinchef, civilingeniør Ove Munck og hustru Inger f. Høffding, blev student fra Sortedam Gymnasium 1920 og cand.polyt. 1927. Samme år blev han ingeniør på byggekontoret hos A/S Burmeister & Wain og året efter værkstedsingeniør og leder af maskinværkstedernes planeringskontor. 1933 blev han salgsingeniør i Italien, direktionssekretær 1934 og adm. direktør for Bur-Wain Autodiesel A/S 1938; ved Burmeister & Wains overtagelse af dette selskab 1939 afdelingsdirektør som leder af afd. Bur-Wain Autodiesel og samtidig prokurist i Burmeister & Wain. Munck blev underdirektør i salgsafdelingen i A/S Burmeister & Wain 1943, direktør 1948 og var adm. direktør 1952-65.
Han var desuden medlem af bestyrelsen for Selskabet for industriel Udvikling 1935-41, medlem af bestyrelsen for Section Danoise de la Société des Ingénieurs Civils de France 1946-52, præsident for samme 1949-52, medlem af Akademiet for de Tekniske Videnskaber 1949-72, af Industrirådet 1950-71 og af sammes bestyrelse 1960-66; medlem af bestyrelsen for A/S Nordisk Gjenforsikrings Selskab 1955-72, for A/S Nordisk Kabel- og Traadfabriker 1956-71, for Det Danske Staalvalseværk A/S 1959-72 og for A/S Burmeister & Wain 1964-71 (formand 1967-68); medl. af Atomenergikommissionen 1956-65, af Københavns Havnebestyrelse og bestyrelsen for Kjøbenhavns Frihavns-Aktieselskab 1958-72 samt af repræsentantskabet for Privatbanken 1958-72, medlem af forretningsudvalget i Sammenslutningen af Arbejdsgivere indenfor Jern- og Metalindustrien 1962-66. 
Han var Kommandør af Dannebrog og dekoreret med talrige udenlandske ordener.